# The Hearts of Shadow Gods
Hearts of Shadow Gods – dwuwinylowy siedmiocalowy split zespołów Arcana i Aphrael (płyta 1), oraz Puissance i Penitent (płyta 2), wydany w roku 1996, przez wytwórnię Cold Meat Industry.

## Spis utworów

### Winyl1
- Strona A: Arcana

1. Eternal Sleep (5:10)
2. Spirits of the Past (3:58)

- Strona B: Aphrael

1. Cradle Song	(3:42)
2. The Velvet Garden (4:18)

### Winyl 2
- Strona A: Puissance

1. Global Deathrape (5:07)
2. These Barren Ponds Called Hearts (2:46)

- Strona B: Penitent

1. Veien (4:28)
2. Victory (3:12)